# Куп Истанбула
Куп Истанбула је био један од ВТА женских професионалних тениских турнира, који се играо у Истанбулу у Турској. Одржавао се сваке године седмицу пре Ролан Гароса. Играо се у појединачној конкуренцији и у игри парова. Терени су били на отвореном са земљаном подлогом.
Први турнир је одржан 2005, а прва победница је била америчка тенисерка Винус Вилијамс.
После четири одиграна турнира највише успеха има Агњешка Радвањска из Пољске која је победила два пута 2007. у пару са својом сестром, и 2008. у појединачној конкуренцији.
Следећа табела даје преглед награда и рејтинг бодова који су се могли освојити на овом турниру пре 2009:
| Пласман              | новчана награда $ | рејтинг бодови | новчана награда $ | рејтинг бодови |
| Пласман              | појединачно       | појединачно    | у игри парова     |                |
| победник             | 30.000            | 140            | 9.150             | 140            |
| финалиста            | 16.450            | 100            | 4.500             | 100            |
| полуфуналисти        | 8.840             | 65             | 2.625             | 65             |
| четвртфиналисти      | 4.745             | 35             | 1.410             | 35             |
| 2. коло              | 2.550             | 20             | -                 | -              |
| 1. коло              | 1.370             | 1              | 700               | 1              |
| победник кв. 3. коло | 0                 | 8              | -                 | -              |
| поражена кв. 3. коло | 735               | 4              | -                 | -              |
| Квал. 2. коло        | 395               | 3              | -                 | -              |
| Квал. 1. коло        | 215               | 1              | -                 | -              |

Турнир је сврстан у Међународне турнире са наградним фондом од 220.000 долара.
Следећа табела даје преглед награда и рејтинг бодова који су се могли освојити на овом турниру 2009. и 2010:
| Пласман              | новчана награда $ | рејтинг бодови | новчана награда $ | рејтинг бодови |
| Пласман              | појединачно       | појединачно    | у игри парова     |                |
| победник             | 37.000            | 280            | 11.000            | 280            |
| финалиста            | 19.000            | 200            | 5.750             | 200            |
| полуфуналисти        | 10.200            | 130            | 3.100             | 130            |
| четвртфиналисти      | 5.340             | 70             | 1.650             | 70             |
| 2. коло              | 2.950             | 30             | -                 | -              |
| 1. коло              | 1.725             | 1              | 860               | 1              |
| победник кв. 3. коло | -                 | 16             | -                 | 16             |
| поражена кв. 3. коло | 860               | 10             | -                 | -              |
| Квал. 2. коло        | 460               | 6              | -                 | -              |
| Квал. 1. коло        | 265               | 1              | -                 | -              |

## Победници

### Појединачно
| Година | Победник                        | Финалист                  | Резултат                  |
| ------ | ------------------------------- | ------------------------- | ------------------------- |
| 2005   | Винус Вилијамс Сједињене Државе | 6–3, 6–2                  | Никол Вајдишова Чешка     |
| 2006   | Шахар Пер Израел                | 1–6, 6–3, 7–6(3)          | Анастасија Мискина Русија |
| 2007   | Јелена Дементјева Русија        | 7–6, (7–5), 3–0 (предаја) | Араван Резај Француска    |
| 2008   | Агњешка Радвањска Пољска        | 6–3, 6–2                  | Јелена Дементјева Русија  |
| 2009   | Вера Душевина Русија            | 6–0, 6–1                  | Луција Храдецка Чешка     |
| 2010   | Анастасија Пављученкова Русија  | 5–7, 7–5, 6–4             | Јелена Веснина Русија     |

### парови
| Година | Победници                                                  | Резултат        | Финалисти                                             |
| ------ | ---------------------------------------------------------- | --------------- | ----------------------------------------------------- |
| 2005   | Марта Мореро Шпанија · Антонела Сера Занети Италија        | 6–4, 6–0        | Данијела Клеменшиц · Сандра Клеменшиц Аустрија        |
| 2006   | Аљона Бондаренко Украјина · Анастасија Јакимова Белорусија | 6–2, 6–4        | Сања Мирза Индија · Алиша Молик Аустралија            |
| 2007   | Агњешка Радвањска Пољска · Уршула Радвањска Пољска         | 6–1, 6–3        | Јунг-Чан Ђан Тајпеј · Сања Мирза Индија               |
| 2008   | Џил Крејбас Сједињене Државе · Олга Говорцова Белорусија   | 6–1, 6–2        | Марина Ераковић Нови Зеланд · Полона Херцог Словенија |
| 2009   | Луција Храдецка Чешка · Рената Ворачова Чешка              | 1–6, 6–3, 12–10 | Јулија Гергес Немачка · Пати Шнидер Швајцарска        |